# Rififi à Tokyo
Pour les articles homonymes, voir Rififi.
Pour plus de détails, voir Fiche technique et Distribution.
Rififi à Tokyo est un film franco-italien réalisé par Jacques Deray et sorti en 1963.

## Synopsis
Un groupe de gangsters français prépare le braquage d'une banque de Tokyo afin de s'emparer d'un énorme diamant.

## Fiche technique
- Titre original : Rififi à Tokyo
- Réalisation : Jacques Deray
- Scénario : Jacques Deray, José Giovanni, Rodolphe-Maurice Arlaud et Auguste Le Breton d’après son roman  Rififi à Tokyo
- Dialogues : José Giovanni
- Musique : Georges Delerue
- Photographie : Tadashi Aramaki
- Décors : Kazue Hirataka
- Montage : Albert Jurgenson
- Pays d'origine :  France,  Italie
- Langue de tournage : français
- Production : Jacques Bar
- Sociétés de production : CIPRA (France), C.C.M. (Italie)
- Société de distribution : Metro-Goldwyn-Mayer
- Format : noir et blanc — monophonique
- Genre : film policier
- Durée : 98 min
- Date de sortie :
  - France : 29 mars 1963
  - Allemagne de l'Ouest : 26 avril 1963
  - Finlande : 19 juillet 1963

## Distribution
- Karlheinz Böhm : Carl Mersen[2]
- Charles Vanel : Van Hekken
- Barbara Lass : Françoise Merigné
- Keiko Kishi : Asami
- Michel Vitold : Pierre Merigné
- Eiji Okada : Danny Riquet
- Masao Oda : Kan
- Dante Maggio : Luigi
- Hideaki Suzuki Itoushi
- Eijirō Yanagi : Ishimoto

## DVD
Le film a été édité une première fois en DVD en janvier 2006, dans un coffret contenant aussi le film Un homme est mort, puis en février 2009 dans un DVD dédié.